# Weißer Stein (Eifel)

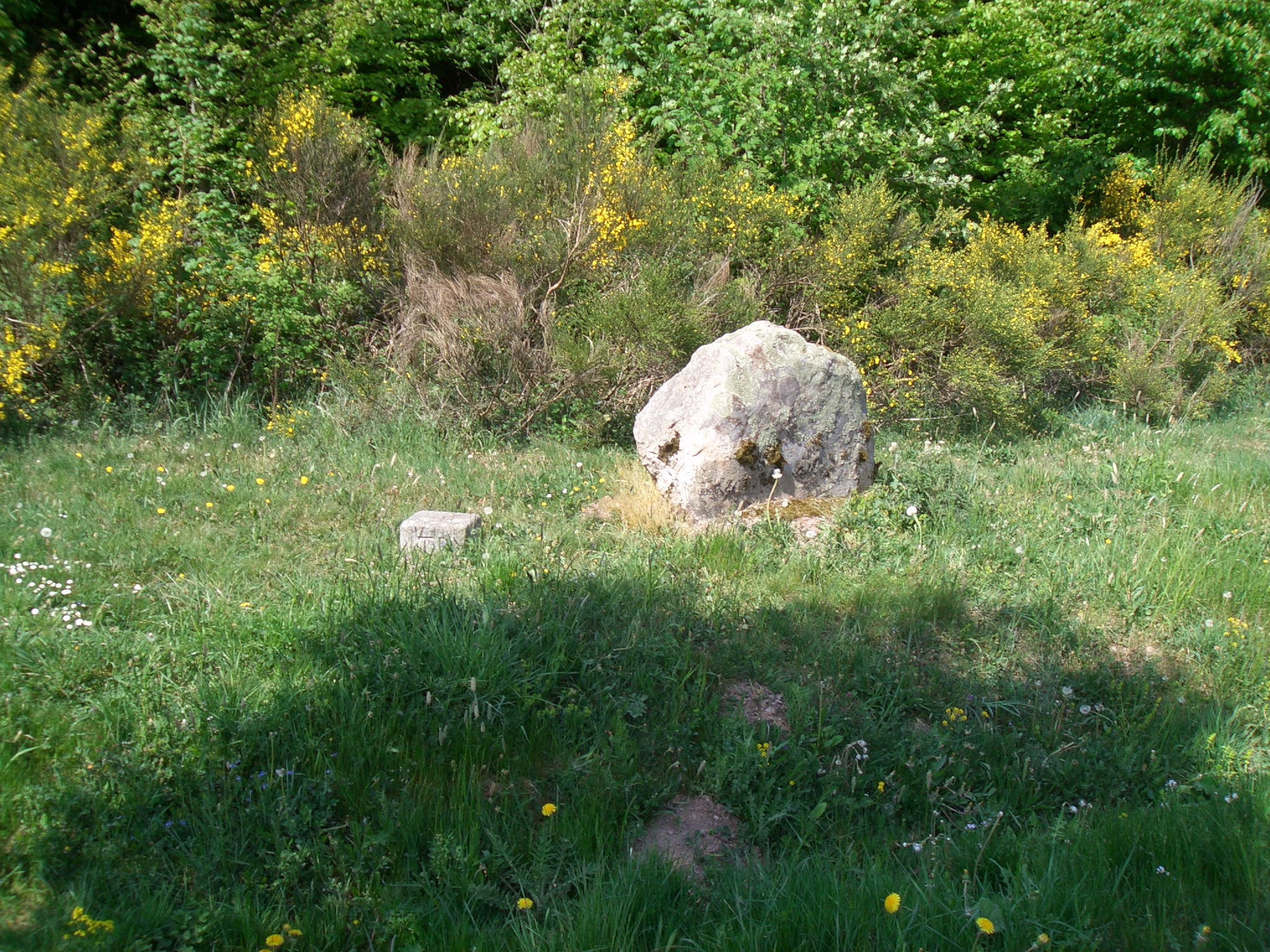
Trigonometrischer Punkt am Parkplatz Weißer Stein auf Höhe; der Felsbrocken ist nicht der Weisse Stein.

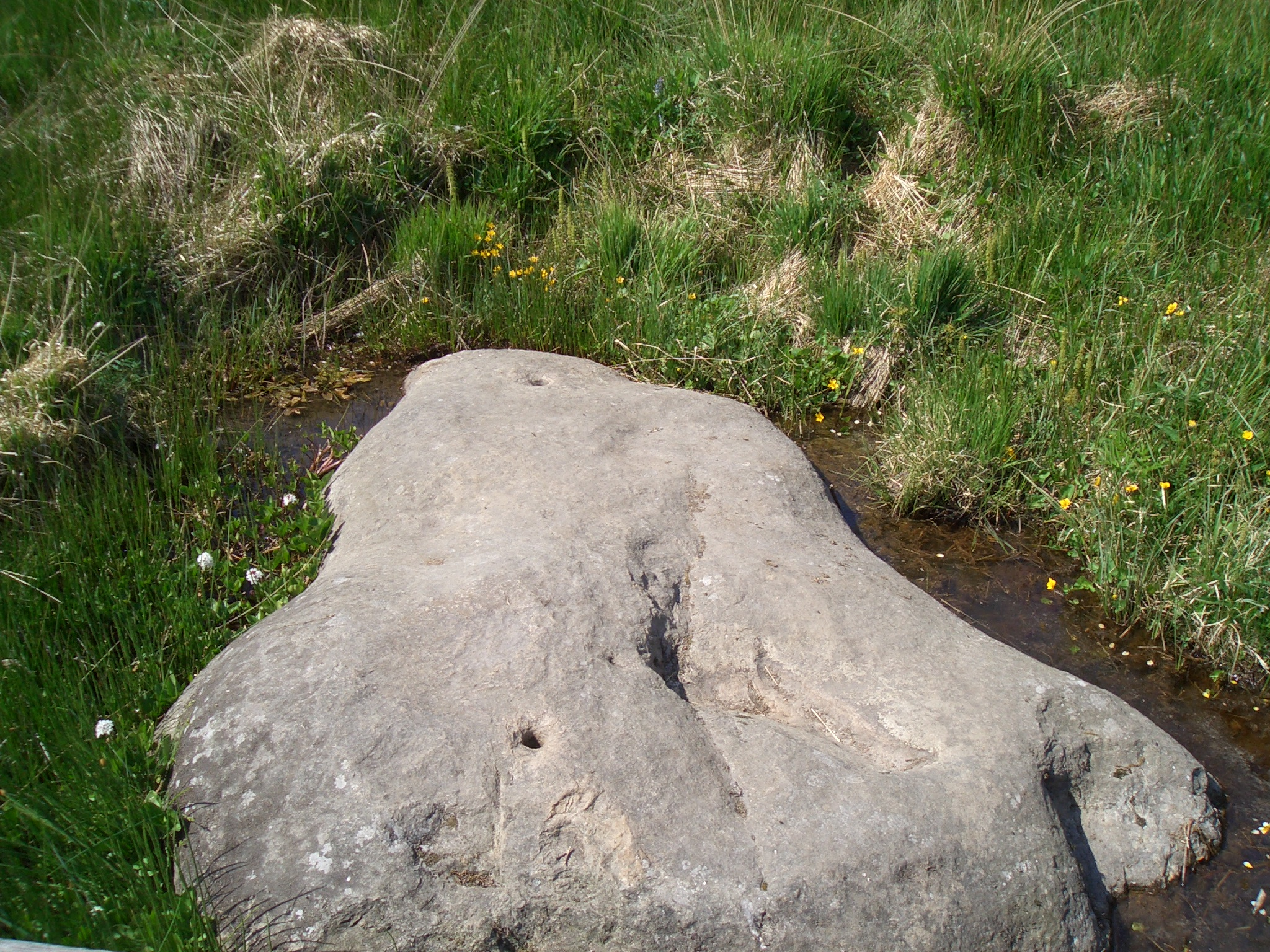
Felsen Weißer Stein im Boxvenn

Der Weiße Stein nahe Hellenthal im nordrhein-westfälischen Kreis Euskirchen und Büllingen in der wallonischen Provinz Lüttich ist ein etwa 690 m hoher deutsch-belgischer Grenzberg im Zitterwald in der Nordeifel.

## Geographie

### Lage
Der Berg Weißer Stein liegt einerseits im Gebiet der deutschen Gemeinde Hellenthal im Kreis Euskirchen und andererseits in jenem der belgischen Gemeinde Büllingen in der Provinz Lüttich. Im deutsch-belgischen Naturpark Hohes Venn-Eifel erhebt sich sein Gipfel etwa 2 km (Luftlinie) südwestlich der Dorfkirche des kaum niedriger gelegenen Hellenthaler Ortsteils Udenbreth.

### Naturräumliche Zuordnung
Der Weiße Stein gehört in der naturräumlichen Haupteinheitengruppe Westeifel/Ardennen (Nr. 28) und in der Haupteinheit Rureifel (282) zur Untereinheit Monschau-Hellenthaler Waldhochfläche (282.4). Seine Landschaft fällt nach Südosten in der Haupteinheit Westliche Hocheifel (281) und in der Untereinheit Grenzwald-Rücken (281.2) in den Naturraum Losheimer Wald (281.21) ab.

### Fließgewässer
An der Nordflanke des Bergs Weißer Stein entspringt der Hohlesiepen, dessen Wasser in überwiegend nördliche Richtungen über den auch dieser Flanke entfließenden Missebach sowie Prether Bach, Platißbach, Olef, Urft und Rur der Maas zustrebt, und zudem der Edesbach, dessen Wasser in zumeist westlicher Richtungen über die Holzwarche, Warche (mit Talsperre Bütgenbach), Amel und Ourthe ebenfalls in die Maas fließt. Auf der Ostflanke entspringt der Miesbach und auf der Südflanke der Rabensiepen, deren Wasser bis zur Mosel hauptsächlich südwärts fließend durch den Wilsambach, die Kyll (mit Stausee Kronenburger See) und Mosel den Rhein erreicht.

### Berghöhe
Mit seinen unterschiedlichen Angaben zufolge 690 m oder 693 m Höhe ist der Weiße Stein nicht nur der höchste Berg von Rureifel und Nordeifel und die höchste Erhebung des Kreises Euskirchen und des linksrheinischen Teils von Nordrhein-Westfalen, sondern auch die zweithöchste Erhebung in Belgien, obgleich seine höchste Stelle (vermutlich) wenige Meter östlich der Bundesstraße 265 auf deutschem Gebiet liegt. Sie befindet sich an einer nicht näher gekennzeichneten Position am Waldrand nördlich des Parkplatzes Weißer Stein. An der Nordostseite des Parkplatzes befindet sich ein trigonometrischer Punkt auf 689,4 m ü. NHN. Ungefähr 90 m nordwestlich davon ist die höchste Erhebung direkt an der Straße bei etwa 50° 25′ N, 6° 22′ O.

## Schutzgebiete
Auf deutscher Seite des Weißen Steins: Nach Norden fällt die Landschaft des Berges in das Naturschutzgebiet Prether Bachtal und Nebenbäche (CDDA-Nr. 344742; 2005 ausgewiesen; 2,04 km² groß) und nach Osten und Süden in das NSG Kyllquellgebiet (CDDA-Nr. 344710; 2005; 1,09 km²) ab; von letzterem sind 81 ha als Fauna-Flora-Habitat-Gebiet Kyllquellgebiet (FFH-Nr. 5504-305) ausgewiesen. Auf der Nord- und Ostflanke liegen räumlich voneinander getrennt die Kleinparzellen des NSG Bunkeranlagen (CDDA-Nr. 344637; 2005; 3 ha). Auf dem Berg befindet sich das Landschaftsschutzgebiet Kreis Euskirchen (Teilfläche 1) (CDDA-Nr. 322308; 1981; 795,04 km²).

## Felsen Weissen Stein
Der Felsen Weissen Stein (in Deutschland Weißer Stein genannt) ist ein etwa 3 m langer Felsen auf belgischem Gebiet, der in einem kleinen Moor, dem Boxvenn, auf 660 m Höhe liegt und nur über einen Steg erreichbar ist. Er befindet sich bei 50° 25′ N, 6° 22′ O, etwa 1,05 km nordwestlich der eigentlichen Bergkuppe und 200 m nordwestlich des kleinen Edesbachs. Es handelt sich bei dem Felsen um einen weißgrauen Quarzitbrocken aus dem Tertiär, von denen noch einige auf der durch Erosion eingeebneten Hochfläche der Eifel zu finden sind. Durch seine Härte ist dieser Felsblock nicht wie das übrige „jüngere“ Gestein der Umgebung verwittert. Zur Zeit der Kelten könnte er als Kultobjekt gedient haben.

## Freizeit

### Sport
Am und auf dem Berg Weißer Stein befindet sich das gleichnamige Wintersportgebiet mit Langlaufloipen von insgesamt 27 km Länge, Skipisten mit Skiliften und Rodelbahnen mit Lift.

### Wetterpark Weißer Stein
Im Gipfelbereich wurde im Jahr 2011 das Ausstellungsgelände Wetterpark Weißer Stein errichtet, das neben verschiedenen Wetterstationen, einem Klimagarten, einem Phänologischen Garten und einer Ausstellungshalle auch ein Denkmal für die Opfer von Naturkatastrophen beherbergt.

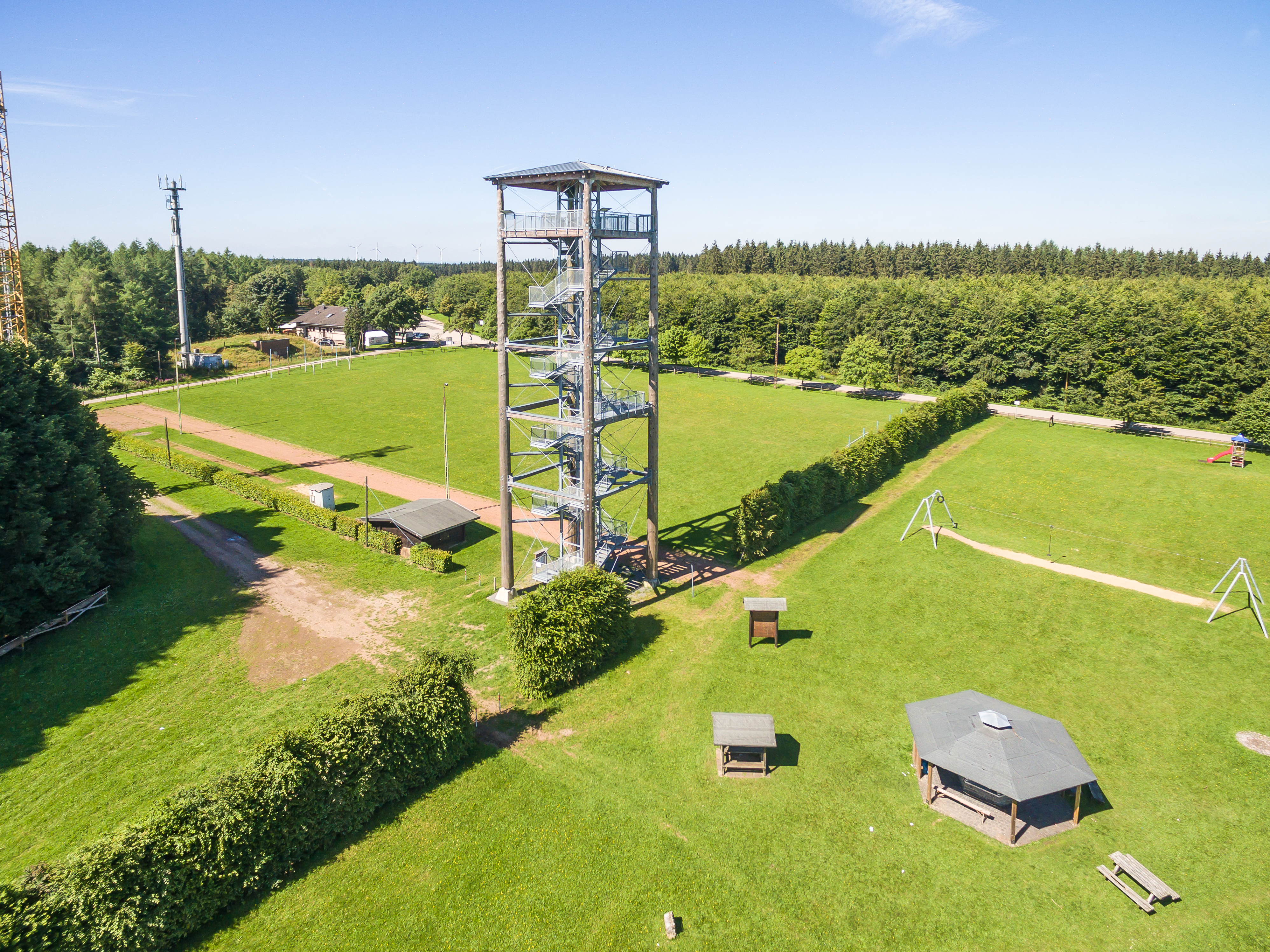
2014 errichteter Aussichtsturm mit Grillhütte und Spielplatz

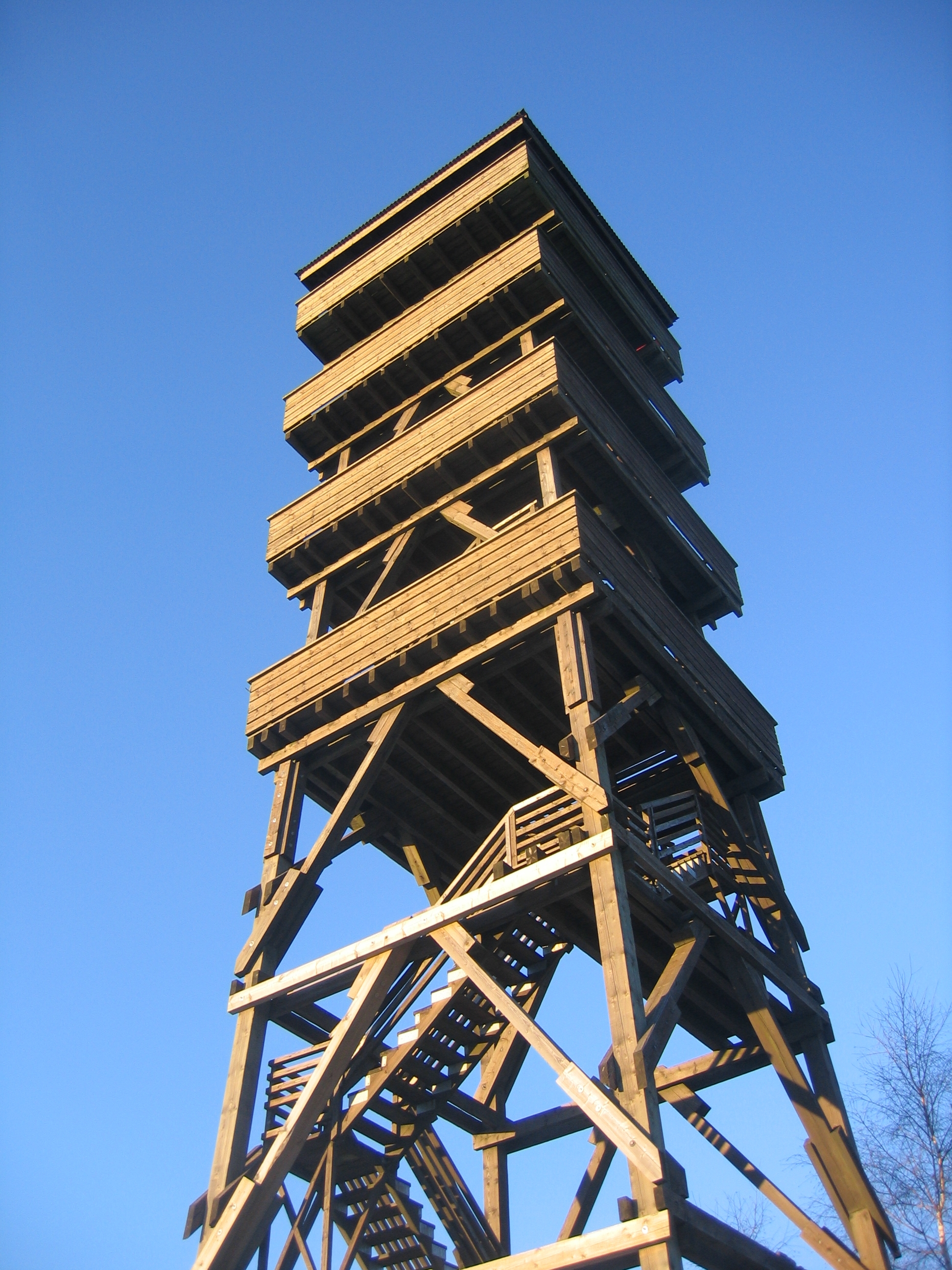
2011 abgerissener Aussichtsturm

### Aussichtsturm
In unmittelbarer Nähe stand seit 1973 ein knapp 30 m hoher Aussichtsturm aus Holz, der eine gute Aussicht in die nähere Umgebung, zur Schneifel, zur Hohen Acht, zum Aremberg, zum Michelsberg, zur Nürburg sowie zum Steling bot. Aufgrund von Sicherheitsmängeln am morschen Holzturm (u. a. an tragenden Teilen und der Treppe) musste dieser im November 2011 abgerissen werden, die Instandhaltungs- und Sanierungskosten von 120.000 Euro waren nicht mehr zu tragen. Im Juli 2013 beschloss der Rat der Gemeinde Hellenthal mit knapper Mehrheit, dass ein neuer Turm gebaut werden soll. Ein Förderverein sollte den Neubau unterstützen. Im November 2014 wurde dieser Turm mit 29,5 m Höhe eröffnet. Er kostete etwa 430.000 Euro; 190.000 davon trug die LEADER-Region. An einer Turmseite soll demnächst eine fast 30 m hohe Kletterwand für Outdoor-Kletterer montiert werden. Neben dem Turm befinden sich eine Grillhütte und ein Spielplatz.

## Verkehr und Wandern
Über den Weißen Stein verläuft unmittelbar an der Staatsgrenze die Bundesstraße 265, die Hellenthal im Norden mit Prüm im Süden miteinander verbindet. Von dieser Straße zweigt etwa 650 m nordnordwestlich der Bergkuppe die Landesstraße 110 auf 673 m Höhe in Richtung Osten nach Udenbreth ab. Von diesem Abzweig nach Westen ist der im Moor liegende Felsen Weißen Stein zu erreichen (ca. 700 m Fußweg). Wenige Meter südlich des Gipfels liegt nahe der B 265 der Parkplatz Weißer Stein.